# Kaleidoscope (álbum de Tiësto)
Kaleidoscope es el cuarto álbum de estudio del DJ y productor discográfico neerlandés Tiësto, el cual fue publicado el 6 de octubre de 2009 por Musical Freedon, el nuevo sello discográfico de Tiësto en asociación con PIAS Recordings. El álbum cuenta con colaboraciones de Nelly Furtado, Emily Haines de Metric, Tegan and Sara, Jónsi de Sigur Rós, Kele Okereke de Bloc Party y Calvin Harris, entre otros.

## Lista de canciones
| N.º | Título                                                 | Escritor(es) | Productor(s) | Duración |  |
| 1.  | «Kaleidoscope» (featuring Jónsi)                       | Tijs Verwest | Verwest      | 7:36     |  |
| 2.  | «Escape Me» (featuring C.C. Sheffield)                 | Verwest      | Verwest      | 4:17     |  |
| 3.  | «You Are My Diamond» (featuring Kianna Alarid)         | Verwest      | Verwest      | 4:10     |  |
| 4.  | «I Will Be Here» (featuring Sneaky Sound System)       | Verwest      | Verwest      | 3:26     |  |
| 5.  | «I Am Strong» (featuring Priscilla Ahn)                | Verwest      | Verwest      | 5:38     |  |
| 6.  | «Here on Earth» (featuring Cary Brothers)              | Verwest      | Verwest      | 4:55     |  |
| 7.  | «Always Near»                                          | Verwest      | Verwest      | 1:33     |  |
| 8.  | «It's Not the Things You Say» (featuring Kele Okereke) | Verwest      | Verwest      | 3:14     |  |
| 9.  | «Fresh Fruit»                                          | Verwest      | Verwest      | 5:23     |  |
| 10. | «Century» (featuring Calvin Harris)                    | Verwest      | Verwest      | 4:41     |  |
| 11. | «Feel It in My Bones» (featuring Tegan and Sara)       | Verwest      | Verwest      | 4:52     |  |
| 12. | «Who Wants to Be Alone» (featuring Nelly Furtado)      | Verwest      | Verwest      | 4:35     |  |
| 13. | «LA Ride»                                              | Verwest      | Verwest      | 4:13     |  |
| 14. | «Bend It Like You Don't Care»                          | Verwest      | Verwest      | 3:23     |  |
| 15. | «Knock You Out» (featuring Emily Haines)               | Verwest      | Verwest      | 5:06     |  |
| 16. | «Louder Than Boom»                                     | Verwest      | Verwest      | 4:10     |  |
| 17. | «Surrounded by Light»                                  | Verwest      | Verwest      | 2:39     |  |

### iTunes bonus tracks
| iTunes bonus tracks |                                          |          |  |
| N.º                 | Título                                   | Duración |  |
| 18.                 | «Organised Chaos»                        | 5:12     |  |
| 19.                 | «Bad Behavior» (featuring Dizzee Rascal) | 4:29     |  |

## Posicionamiento en listas
| Lista (2009–2010)                      | Mejor posición |
| -------------------------------------- | -------------- |
| Australia (ARIA)                       | 31             |
| Alemania (Media Control Charts)        | 61             |
| Bélgica (Ultratop)                     | 13             |
| Bélgica (Ultratop) Wallonia            | 9              |
| Canadá (Canadians Albums)              | 6              |
| Dinamarca (Tracklisten)                | 27             |
| Países Bajos (MegaCharts)              | 2              |
| Grecia (Internacional Digital Singles) | 11             |
| Irlanda (IRMA)                         | 5              |
| México (AMPROFON)                      | 5              |
| Polonia (ZPAV)                         | 17             |
| España (PROMUSICAE)                    | 87             |
| Suiza (Schweizer Hitparade)            | 73             |
| Reino Unido (Official Charts Company)  | 20             |
| US Billboard 200                       | 59             |